# Alvaro Ramazzini
Alvaro Leonel Ramazzini Imeri (ur. 16 lipca 1947 w mieście Gwatemala) – gwatemalski duchowny rzymskokatolicki, od  2012 biskup diecezjalny Huehuetenango, kardynał od 2019.

## Życiorys
Święcenia kapłańskie przyjął 27 czerwca 1971 i został inkardynowany do archidiecezji Santiago de Guatemala. Pracował głównie jako wykładowca i rektor stołecznego seminarium duchownego.
15 grudnia 1988 papież Jan Paweł II mianował go biskupem San Marcos, zaś 6 stycznia 1989 osobiście wyświęcił go na biskupa w bazylice watykańskiej.
W latach 2001–2005 był przewodniczącym Sekretariatu Episkopatów Ameryki Środkowej, zaś w latach 2006-2008 kierował gwatemalską Konferencją Episkopatu.
14 maja 2012 otrzymał nominację na biskupa Huehuetenango.
1 września 2019 podczas modlitwy Anioł Pański papież Franciszek ogłosił, że mianował go kardynałem. Na konsystorzu 5 października 2019 został kreowany kardynałem prezbiterem, z tytułem San Giovanni Evangelista a Spinaceto. Brał udział w konklawe 2025, które wybrało papieża Leona XIV.